# Floromyces anemarrhenae
Floromyces anemarrhenae är en svampart som först beskrevs av C.H. Chow & Chi C. Chang, och fick sitt nu gällande namn av Vánky, M. Lutz & R. Bauer 2008. Floromyces anemarrhenae ingår i släktet Floromyces och familjen Floromycetaceae.   Inga underarter finns listade i Catalogue of Life.